# Vue de la statue équestre de Pierre le Grand sur la place du Sénat à Saint-Pétersbourg
Vue de la statue équestre de Pierre le Grand sur la place du Sénat à Saint-Pétersbourg (en russe : Вид памятника Петру I на Сенатской площади в Санкт-Петербурге) est un tableau de Vassili Sourikov réalisé en deux versions en 1870. Ce tableau est considéré comme le premier travail indépendant réalisé pendant sa période de formation à Saint-Pétersbourg. Les deux versions sont proches mais pas identiques ; les différences concernent surtout la couleur et la composition. La version antérieure se trouve dans la collection du Musée d'État des Beaux-Arts de Krasnoïarsk-Vassili Sourikov, et la version ultérieure au Musée russe. Les dimensions sont, pour la première, 53 × 71 cm et, pour la seconde toile, 52 × 71 cm. Il s'agit de deux toiles peintes à l'huile.
Outre la cathédrale Saint-Isaac, le sujet du tableau est Le Cavalier de bronze, statue équestre de Pierre Ier le Grand de 1768 due au sculpteur français Étienne Maurice Falconet.
Le Cavalier de bronze est aussi le nom donné au poème d'Alexandre Pouchkine inspiré par cette statue en 1833. C'est une déclaration d'amour du poète à la beauté de la ville de Saint-Pétersbourg.   

## Histoire

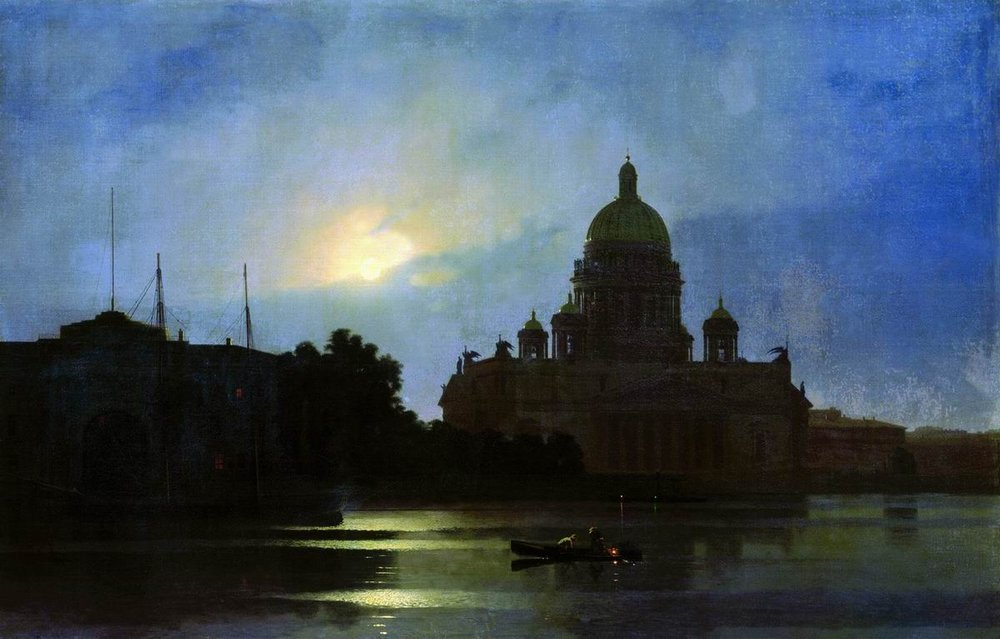
Arkhip Kouïndji, Vue de la cathédrale Saint-Isaac au clair de lune (1869), Galerie des Beaux-Arts de Smolensk.

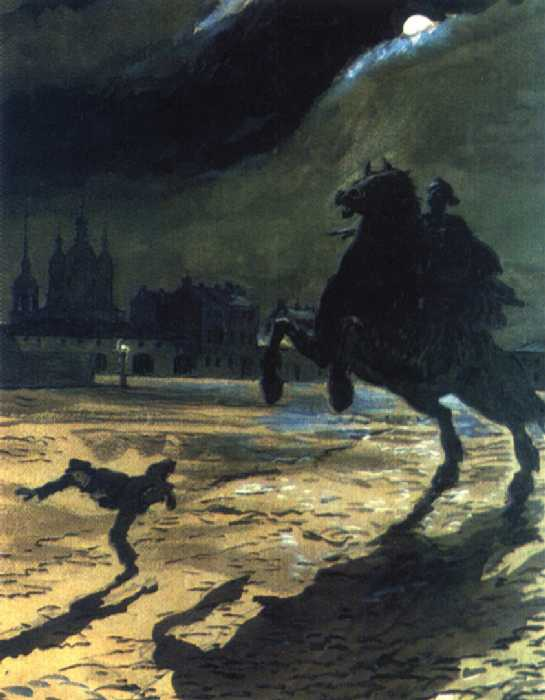
Alexandre Benois : Le Cavalier de bronze devant Saint-Isaac, 1899

En 1869, Vassili Sourikov quitte sa ville natale de Krasnoïarsk pour Saint-Pétersbourg afin d'entrer à l'Académie impériale des Beaux-Arts. Piotr Kouznetsov chercheur d'or et mécène à Krasnoïarsk l'aide à réaliser son voyage dans la capitale et à couvrir ses frais. Le jeune peintre est d'abord accepté à l'académie comme élève libre, mais il devient rapidement étudiant à part entière après avoir suivi en quelques mois le programme de trois années d'étude. La même année, il visite plusieurs fois l'exposition annuelle où il peut admirer le tableau d'Arkhip Kouïndji Vue de la cathédrale Saint-Isaac au clair de lune. 
L'année suivante, en 1870, Sourikov réalise sa première œuvre picturale significative : Vue de la statue équestre de Pierre le Grand sur la place du Sénat à Saint-Pétersbourg. Sourikov écrit à sa mère : « Maintenant j'ai peint un tableau et je pense l'exposer à l'exposition annuelle de l'académie. Le tableau représente la cathédrale Saint-Isaac et le monument à Pierre le Grand sous un éclairage lunaire. Elle me vaut du succès et de nombreux artistes m'en donnent des avis favorables ». Comme le peintre le prévoyait, sa toile est exposée lors de l'exposition de l'Académie ouverte le 29 septembre 1870. En outre, sa toile est reproduite dans la revue Autographe artistique, publiée à Saint-Pétersbourg par un artel d'artistes. De nombreuses années plus tard, en 1913, Sourikov se souviendra : « Et mon premier tableau personnel était : Monument à Pierre Ier sous éclairage lunaire. J'ai été souvent observer le sujet sur la place du Sénat. Il y avait des lanternes allumées autour de lui qui éclairaient le cheval. » Le marchand d'or de Krasnoïarsk Piotr Kouznetsov. Elle se trouve aujourd'hui au musée des Beaux-Arts de la ville de Kransnoïark,.
Durant la même année 1870, Sourikov réalise une seconde version du tableau qui se trouve aujourd'hui au Musée russe. Vladimir Kemenov se demande pourquoi le peintre a réalisé cette seconde version de la même œuvre (ce qu'il n'a jamais fait ni avant, ni après ce tableau) et il émet l'hypothèse que cela provient de l'insatisfaction du peintre après la première version et de son désir de faire mieux (ce qu'il écrit lui-même) : « La prochaine fois... je peindrai mieux mon tableau. » Comme on peut se l'imaginer d'après les lettres de Sourikov à sa famille, les études et les croquis ont été réalisés durant l'hiver 1869-1870, et sa toile n'est réalisée qu'à l'automne 1870, sans qu'il puisse à ce moment comparer celle-ci avec la nature hivernale et enneigée. Ce n'est qu'à la fin de l'année 1870 que Sourikov peut à nouveau voir les paysages et la nature de la place de la cathédrale de Saint-Isaac et redécouvrir « les reflets très complexes de la lumière sur la neige ».